# Xavier Febrés Verdú
Xavier Febrés Verdú (Barcelona, 1949) és un periodista i escriptor català.
Va estudiar periodisme i durant un temps va viure a Bèlgica, on va fer de corresponsal de premsa. Un cop retornat a Barcelona, escrivia pel diari perpinyanès L’Indépendant. Ha estat director de relacions externes de l'Auditori de Barcelona i director del Gabinet de Premsa de la Universitat de Barcelona. També ha estat col·laborador habitual en mitjans de comunicació com La Vanguardia, El Periódico de Catalunya i Quaderns de Palafrugell, així com articulista del Diari de Barcelona, l'Avui i Eldiario.es.
Ha estat director de la col·lecció de llibres de converses Diàlegs a Barcelona, redactor de l'anuari Història gràfica de Catalunya (1983-1990), i autor de llibres sobre literatura de viatges, biografies, reportatge, dietaris, etc. Destaquen els seus estudis sobre Josep Pla. El 2020 va ser guardonat amb el premi Carles Rahola d'assaig pel llibre Josep Pla o la vitalitat

## Llibres publicats
Investigació i divulgació
- Vous avez la mémoire courte (amb R. Grando i Jaume Queralt), 1981
- L'art de mirar-se el melic a Catalunya. Barcelona: Edicions 62, 1982
- Barcelona, tercera pàtria del tango (amb Patrícia Gabancho Ghielmetti). Barcelona: Quaderns Crema, 1990
- De Carlos Gardel al tango electrónico. Barcelona: RBA, 2008.
- Diccionario del tango en Cataluña. Barcelona: Casa Amèrica Catalunya, 2009.
- Breu història de França explicada als catalans. Barcelona: Arpa, 2018

Narrativa i estudis literaris 
- Alguns rastres marcats a la neu. Barcelona: La Magrana, 2006
- Les preguntes pendents de Josep Pla. Barcelona: L'Esfera dels Llibres, 2006

Biografies
- Frederic Escofet, l'últim exiliat. Barcelona: Pòrtic, 1979
- Josep Pla, biografia de l'homenot. Barcelona: Plaza i Janés, 1990
- La vida de Josep Pla a l'Empordà. Barcelona: Plaza i Janés, 1991
- Les dones de Josep Pla. Barcelona: Edicions 62, 1999
- Gardel a Barcelona i la febre del tango. Barcelona: Pòrtic, 2001
- Els últims aristòcrates catalans. Barcelona: Ara Llibres, 2007
- Josep Pla o la vitalitat. Barcelona: Pòrtic, 2020

Geografia i viatges
- El Pirineu, frontera i porta de Catalunya. Barcelona: Edicions 62, 1984
- El Mediterrani ciutat. Barcelona: Edicions 62, 1986
- Les altres capitals. Barcelona: Plaza i Janés, 1987
- Roma : passejar i civilitzar-se (amb Rossend Domènech). Barcelona: Plaza i Janés, 1987
- Passeig de mar. Barcelona: Plaza i Janés, 1988
- Ofici d'amant a Florència. Barcelona: Plaza i Janés, 1989
- El pintor i els pescadors de Calella de Palafrugell. Barcelona: Columna, 1991
- La tramuntana (amb Josep Maria Dacosta). Girona: Quaderns de la Revista de Girona, 1995
- Això és l'havanera. Barcelona: La Campana, 1995
- Retrat de França amb francesos. Perpinyà: El Trabucaire, 1998
- L'Empordà com un món. Barcelona: La Magrana, 1998
- Cigars : la cultura del fum. Barcelona: La Magrana, 1998
- El cul de Napoleó o la revelació de Milà. Barcelona: Edicions 62, 2000
- A tres quarts d'hora de Perpinyà. Barcelona: Edicions 62, 2006
- Elogi i refutació de la tramuntana : tractat sobre l'apetència d'aquest vent i contra les diatribes que li oposen els sequaços dels dies grisos i estovats. Girona: Diputació de Girona, 2015
- Apologia de l'Empordà. De Banyuls a les Illes Formigues. Figueres : Cal·lígraf, 2020
- Els Primers cinquanta estius de l'Almadraba Park Hotel (quasi una novel·la). [Girona] : Curbet, 2020